# Doctor ibang-in
Doctor yibang-in (닥터 이방인?, Dakteo yibanginLR, lett. Dottore sconosciuto; titolo internazionale Doctor Stranger) è un drama coreano trasmesso su SBS TV dal 5 maggio all'8 luglio 2014.

## Trama
Da bambino, Park Hoon e suo padre Park Cheol furono ingannati e mandati in Corea del Nord. Dopo essere stati inviati in Corea del Nord, a Park Hoon e suo padre è stato negato l'accesso per tornare in Corea del Sud. In Corea del Nord, Park Hoon è stato addestrato per diventare un medico da suo padre, che era già un famoso medico. È diventato un geniale chirurgo cardiotoracico dopo aver frequentato la scuola di medicina in Corea del Nord. Lì, si innamorò profondamente di Song Jae-hee. Dopo la morte del padre di Park Hoon, ha cercato di fuggire in Corea del Sud con Jae-hee, ma alla fine ha perso i contatti con lei. Park Hoon è riuscito a fuggire da solo in Corea del Sud.
In Corea del Sud, Park Hoon inizia a lavorare come medico in un importante ospedale Myungwoo University Hospital. Nel frattempo, ha trovato una ragazza che assomiglia esattamente a Jae-hee, il dottor Han Seung-hee, che afferma di non conoscere Park Hoon.